# Boukhelifa
Boukhelifa (în arabă بوخليفة) este o comună din provincia Béjaïa, Algeria.
Populația comunei este de 8.766 de locuitori (2008).